# Claude Liardet
Claude François Liardet (26 septembre 1881 - 5 mars 1966) était un officier d'artillerie de l'armée de terre britannique pendant la Première Guerre mondiale. Durant la Seconde Guerre mondiale, il commanda la 1st London Division, rebaptisée 56th (London) Infantry Division en 1940.
En 1942, Liardet fut transféré au ministère de l'Air en tant qu'inspecteur général de la défense des aérodromes. L'année suivante, il fut nommé commandant-général du régiment de la RAF (le tout premier) et continua à travailler pour le ministère de l'Air en tant que directeur général des moyens de défense au sol.
Il fut anobli par le roi George VI en 1944.

## Décorations et titres
- Chevalier de l'Ordre de l'Empire britannique
- Compagnon de l'Ordre du Bain
- Ordre du Service distingué
- Deputy Lieutenant